# Bodsjön (Hassela socken, Hälsingland, 689889-152277)
Bodsjön är en sjö i Nordanstigs kommun i Hälsingland och ingår i Harmångersåns huvudavrinningsområde. Sjön har en area på 0,272 kvadratkilometer och ligger 332,1 meter över havet. Sjön avvattnas av vattendraget Harmångersån (Kölån).

## Delavrinningsområde
Bodsjön ingår i det delavrinningsområde (689992-152229) som SMHI kallar för Utloppet av Bodsjön. Medelhöjden är 378 meter över havet och ytan är 5,47 kvadratkilometer. Räknas de 4 avrinningsområdena uppströms in blir den ackumulerade arean 22,27 kvadratkilometer. Avrinningsområdets utflöde Harmångersån (Kölån) mynnar i havet. Avrinningsområdet består mestadels av skog (83 procent). Avrinningsområdet har 0,27 kvadratkilometer vattenytor vilket ger det en sjöprocent på 5 procent.